# Marie-France Botte
Pour les articles homonymes, voir Botte.
 (janvier 2010).
Si vous disposez d'ouvrages ou d'articles de référence ou si vous connaissez des sites web de qualité traitant du thème abordé ici, merci de compléter l'article en donnant les références utiles à sa vérifiabilité et en les liant à la section « Notes et références ».
Marie-France Botte, née en 1962 est une assistante sociale belge, rendue célèbre par son activité anti-pédophile en Thaïlande.

## Biographie
En 1988, Botte part travailler en Thaïlande pour le compte de l'organisation Terre des hommes dans un camp de réfugiés. Elle entre en contact avec les enfants qui sont supposés alimenter les réseaux de prostitution. 
Elle participe, avec Médecins sans frontières et Albina du Boisrouvray (mère de François-Xavier Bagnoud), à la création de l' Association François-Xavier Bagnoud, du nom de ce pilote d’hélicoptère disparu avec Daniel Balavoine lors d’un Paris-Dakar. En mission en Thaïlande, M-F Botte fait prendre conscience aux parents dans les villages du nord, à proximité de la ville de Chiang Rai que les belles promesses de travail proposées aux jeunes filles n’étaient que mensonges. Elle ouvre également deux maisons d’accueil de 40 lits, afin d'héberger ces enfants durant six mois afin de les restructurer.
En 1994, une de ses revendications prend force de loi : il est désormais possible de poursuivre en Belgique un pédophile ayant abusé d'enfants à l'étranger. 
En 1996, à la suite de l'affaire Dutroux et d'autres affaires de pédophilie survenues en Belgique, Marie-France Botte soutient la thèse des réseaux organisés.
Par la suite, Marie-France Botte apparaît régulièrement dans les médias. De nombreux faits rapportés dans son livre de dénonciation Le Prix d'un enfant se sont avérés par la suite inexacts. Elle connaît ensuite différents démêlés judiciaires.
En 1995, les époux Dupont portent plainte contre Marie-France Botte pour détournement de fonds et abus de confiance. 
Selon eux, Botte s'attribue les mérites du Center for the Protection of Children's Rights (Thaïlande) alors qu'elle ne travaille plus avec ce centre, mais qu'elle continue à récolter des fonds en son nom.  En 1998, leur plainte donne lieu à l'ouverture d'une instruction par le juge Van Espen, spécialiste de la délinquance financière. En juillet 2002, Marie-France Botte est inculpée de faux et d'abus de confiance par le juge Van Espen. En 2004, la chambre du conseil de Bruxelles a rendu une ordonnance de non-lieu.
Des enquêtes d'Au nom de la loi et du Soir illustré se montrent très sceptiques quant aux résultats concrets de son action en faveur des enfants prostitués de Thaïlande. Le Soir illustré fait état de nombreux témoignages concernant les pratiques diffamatoires auxquelles Marie-France Botte recourait pour écarter adversaires et contradicteurs. Son association (asbl) --  Opérations Marie-France Botte -- serait liée à la plainte mettant en cause Elio Di Rupo dans un dossier de pédophilie qui se dégonflera rapidement. Fin 1998, Marie-France Botte tente de se suicider. Son association est mise en veilleuse.
En 1998, Pierre Swennen, journaliste (homosexuel) de la RTBF licencié en 1996 en pleine affaire Dutroux, introduit une plainte contre Marie-France Botte, convaincu que cette dernière est à l'origine d'une dénonciation calomnieuse de trafic d'images pédophiles à son encontre auprès de l'administrateur général de la RTBF.
Le 14 mars 2002, la chambre du conseil renvoie Marie-France Botte en correctionnelle, qui la déclarera coupable le 16 novembre 2003 de calomnie et la condamne sans lui infliger de peine, à dédommager Swennen à titre provisionnel à hauteur de 10 000 euros. Le tribunal de première instance de Bruxelles la condamne finalement le 16 octobre 2009 à payer 107 628 euros à Pierre Swennen.
Depuis janvier 2015, elle est la directrice du protocole de la Ville de Bruxelles.

## Distinctions
- Elle fut anoblie avec le titre de baronne en 1996, mais comme elle n'a pas levé les lettres patentes, la nomination est demeurée sans suite.
- Le magazine Elle l'élève au rang de femme de l'année en 1991
- prix Reebok des droits de l'homme 1993

## Publications
- Le Prix D'un Enfant - 4 Ans Dans L'enfer De La Prostitution Enfantine À Bangkok, avec le journaliste Jean-Paul Mari, 1996, Robert Laffont, 254 p.
- Simon, le petit évadé. L’enfant du 20e convoi, avec Simon Gronowski, Cécile Bertrand, Réjane Peigny, Editions Luc Pire